# Happy BusDay: The Best of Superbus
Albums de Superbus
Lova Lova
(2009) Sunset
(2012)
Singles
1. Mes défauts
Sortie : 2010

Happy BusDay: The Best of Superbus est un album-compilation du groupe français Superbus qui est sorti le 20 septembre 2010.
Lors de la première semaine de vente du best of, celui a pointé no 1 du Top Compilation. Ce qui fait de ce best of, le premier numéro 1 du groupe. Il a été certifié disque d'or.

## Historique de l'album

### Genèse
Pour célébrer ses dix ans de carrière, Superbus a souhaité rassembler ses plus grands succès sur un seul disque. En plus de treize des dix-sept singles du groupe (les évincés étant Into the Groove, Monday to Sunday, Little Hily et Nelly), il contient également le morceau Keyhole (qui fut un temps envisagé comme single potentiel pour l'album Lova Lova) ainsi que quatre morceaux inédits, dont le single Mes défauts.

### Enregistrement et sortie
Superbus est retourné dans l'un de ses studios favoris, le Studio ICP de Bruxelles, afin d'enregistrer les quatre morceaux inédits qui s'ajoutent aux titres existant du groupe. Des titres envisagés comme un retour au sources musicales du groupe, délaissant l'electropop pour revenir à des chansons pop aux influences rockabilly. C'est d'ailleurs les années 1950 qui influencent ce best of au niveau de l'aspect graphique, un univers que Superbus affectionne depuis ses débuts, mais qu'ils n'avaient que jusqu'à présent effleuré. 
Afin de célébrer cet anniversaire comme il se doit, le best of contient également, dans sa version digipack, un DVD comprenant un documentaire inédit de quarente-sept minutes sur la carrière du groupe, ainsi que l'intégralité des clips. Une édition collector numérotée est également en vente. Elle contient dans une boite ronde, en plus du CD/DVD, un magazine servant de livret des paroles, et contenant beaucoup de graphismes inspirés des années 1950, et une bougie ; mais également pour les cent premières précommandes, le single promotionnel Mes défauts dédicacé par le groupe.
Une promotion, le long du mois d'octobre est organisée. Dès la fin septembre, trois séances de dédicaces, dans certains centres culturels Leclerc, sont organisées. Ensuite plusieurs émissions sont enregistrées, souvent en septembre, pour des diffusions en octobre, particulièrement dans On n'est pas couché, avec Laurent Ruquier, C à vous, avec Alessandra Sublet, et Taratata, avec Nagui.

## Pistes de l'album
Toutes les chansons sont écrites et composées par : Pour les 14 premières pistes : se référer aux pages des précédents albums.
Pour les 4 dernières, les noms sont mentionnés.
| No  | Titre            | Auteur                                             | Durée      |
| --- | ---------------- | -------------------------------------------------- | ---------- |
| 1.  | Butterfly        |                                                    | 3 min 53 s |
| 2.  | Radio Song       |                                                    | 2 min 22 s |
| 3.  | Addictions       |                                                    | 3 min 58 s |
| 4.  | Lola             |                                                    | 2 min 58 s |
| 5.  | Pop'n'Gum        |                                                    | 2 min 13 s |
| 6.  | Ça mousse        |                                                    | 3 min 13 s |
| 7.  | Apprends-moi     |                                                    | 4 min 09 s |
| 8.  | Keyhole          |                                                    | 3 min 30 s |
| 9.  | Travel the World |                                                    | 3 min 48 s |
| 10. | Superstar        |                                                    | 3 min 14 s |
| 11. | Tchi-Cum-Bah     |                                                    | 2 min 23 s |
| 12. | Sunshine         |                                                    | 3 min 23 s |
| 13. | Le Rock à Billy  |                                                    | 2 min 04 s |
| 14. | Lova Lova        |                                                    | 3 min 21 s |
| 15. | Mes défauts      | Jennifer Ayache                                    | 3 min 35 s |
| 16. | On s'aime        | Jennifer Ayache                                    | 2 min 45 s |
| 17. | Téléphonie       | Jennifer Ayache                                    | 3 min 43 s |
| 18. | Eddy             | J.Ayache, P.Focone, M.Giovannetti, F.Even, G.Jacks | 3 min 39 s |

## Utilisation des morceaux
Mes défauts est interprétable dans le jeu vidéo U-Sing 2 sur Wii.